# Online póker

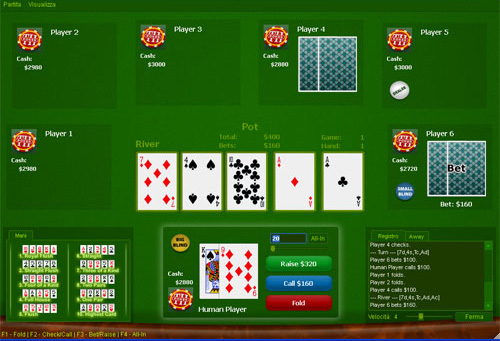
Online póker

Az online póker a póker interneten játszott formája, szemben az élő helyszínen történő pókerjátékkal. Részben az online pókernek köszönhetően ugrásszerűen megnőtt a pókerjátékosok száma világszerte. Az online pókerből származó jövedelmek 2005-ös becslések szerint elérték a havi 200 millió amerikai dollárt.

## Bevezetés
Az olyan hagyományos lehetőségek a póker partikra, mint a kaszinók és pókerszobák gyakran elriasztják a kezdő játékosokat. Ezenfelül a földrajzi távolság is gondot okozhat. Ráadásul a hagyományos kaszinók nem szívesen reklámozzák a pókert, mivel nincs rajta akkora nyereségük. A "rake" (lásd alább) vagy az óradíj, igen magas a hagyományos kaszinókban a pókerszobák drága fenntartási költsége miatt. A kaszinók ezért gyakran inkább átalakítják a pókertermeket, és játékgépeket tesznek a helyükre.

## Törvényesség
Magyarországon az online póker törvényessége szürke terület. Mivel Magyarországon a szerencsejáték monopólium, ezért az illetékes szervek álláspontja szerint senki más nem jogosult szerencsejáték szolgáltatást nyújtani Magyarországon. Az online pókertermek arra hivatkoznak, hogy ők nem Magyarországon nyújtják szolgáltatásukat, függetlenül attól, hogy a játékosok Magyarországról is érkeznek. A szolgáltatást ugyanis a cég bejegyzett székhelyén nyújtja. Az Európai Unió többször felszólította már Magyarországot a szerencsejáték-monopólium eltörlésére.

## Miből profitálnak az online pókertermek
Ellentétben az online kaszinókkal az online pókerben a játékosok nem a ház ellen, hanem egymás ellen játszanak.
Általában az online pókertermek négyféle módon jutnak bevételükhöz.
Az első az úgynevezett "rake". A "rake"-et a kasszából (a játék végén az asztalra bedobott tétek összegéből) szedik. A "rake" a kassza egy bizonyos százaléka, melyet csúszó skála módszerrel állapítanak meg, és maximálják egy adott díjban. Minden egyes pókerteremnek megvan a saját maga által kialakított "rake" szerkezete. Sokszor ebből a rake-ből, jutalékból a játékosok visszaigényelhetnek bizonyos százalékot, ezt hívják rakeback-nek.

## Fair játék
Időről időre felbukkannak olyan hírek, amelyek internetes csalókat lepleznek le. A legismertebb eset 2007 októberében került nyilvánosságra, amikor az Absolute Poker egyik alkalmazottjáról kiderült, hogy mindenkinek a rejtett lapjait ismerve komoly pénzösszegeket nyert.
Mások azzal vádolják a termeket, hogy véletlenszám-generátoruk beállításainak segítségével manipulálják a partikat, vagyis kedveznek a gyengébb játékosoknak. Egyetlen ilyen vád sem nyert még bizonyítást. Az ellenérvek szerint a termek partinkénti jutaléka maximálva van, ezért hiába nagyobb a kassza a nagy lapütközések miatt, a bevétel nem nő ennek arányában, tehát a teremnek nem áll érdekében a kassza növelése.
Sok pókerterem felügyelő szerve a Kahnawake Gaming Commission és más nagy könyvvizsgáló cégek, mint például a PricewaterhouseCoopers. Ezek a szervezetek vizsgálják a véletlenszám-generátorok hitelességét is.

## Különbségek a hagyományos pókerhez képest
Komoly különbségek vannak a hagyományos, élő póker és az online póker között.
A legfontosabb az árulkodó jelek hiánya. Sokan állítják, hogy a gondolkodásra felhasznált idő árulkodhat a játékos kezének erősségéről, ez azonban gyakran félrevezető jel, hiszen sokan nem csak egy játékra figyelnek egyidőben, és a késlekedés oka lehet a partitól teljesen független esemény is.
A lejátszott partik számában is hatalmas különbség van. Míg élőben 20-25 partit osztanak le egy óra alatt, addig online 60-100 parti is lemegy óránként, nem is beszélve arról, hogy a játékosok nagyon gyakran több asztalon, akár 12-16 asztalon is játszanak egyszerre, így sok tucatszor több partit látnak óránként, mint élőben.
A tétek nagysága is jelentősen eltér. Online nem ritka, hogy 1/2 centes téteken játszhatunk, míg élőben a legkisebb tét általában 1/2 dollár. Emellett az online termek ajánlanak ingyenes, játékpénzes játékot, sőt, olyan versenyeket is, amelyekre a nevezés ingyenes, de valódi pénzt nyerhetünk. Ezeket nevezik freerolloknak, és minden online póker oldalon naponta többször találkozhatunk ilyen versenyekkel.

## Bónuszok
Szinte minden online pókerterem kínál különböző bónuszokat a kezdő vagy már tapasztalt játékosok átcsábításának érdekében. A legismertebb és legnépszerűbb bónuszok a következők:
- Befizetés nélküli bónusznak, vagyis "no deposit"-nak hívják azokat a bónuszokat, amelyeket az online pókertermek úgy adnak, hogy csak regisztrálni kell a terembe, tehát ezekből a pénzekből saját pénzünk kockáztatása nélkül játszhatunk. Vannak póker oldalak, amelyek részletes és mindig aktuális listát közölnek a no deposit bónuszokról.
- Első befizetésre járó bónuszok, vagyis "first deposit" bónuszok. Ezeket a termek akkor adják, amikor a játékos első alkalommal utal pénzt a terembe. Az összeg 10 és 10 000 dollár között van általában, és a befizetés mértékétől is függ. Ennek a kategóriának tulajdonképpen al-kategóriája az azonnali bónusz, amely rögtön befizetés után elérhető a játékos számára, a havi bónusz, amely minden hónapban újra és újra igénybevehető, illetve az újratöltési, avagy reload bónusz, amely az első befizetés utáni további befizetésekre jár.
- A bónuszok egy különleges fajtája a rakeback bónusz, amelyek a tapasztalt, sokat játszó pókeresek számára nyújtanak állandó juttatást a pókerteremtől. Ezek esetében a játékos által fizetett jutalék egy részét adják vissza a hűséges játékosok számára.

## Kompatibilitás
Az online pókertermek általában külön szoftveren futnak, amelyet le kell tölteni. Vannak csak Windows operációs rendszerben, csak Linuxon és csak Macintoshon futó póker programok. Egyre gyakoribb, hogy a termek azonnal játszható, Flash verziókat is kínálnak, amelyek bármilyen platformon futtathatók.